# Campoleone
Campoleone è una località del Lazio che si estende tra i comuni di Lanuvio e Aprilia, di ciascuno dei quali è frazione per la parte di propria competenza; sorge a un'altitudine di circa 130 m s.l.m..

## Geografia fisica
Sorge ai piedi dei Colli Albani, in parte nel comune di Aprilia, dove si trova la stazione ferroviaria, e in parte nel comune di Lanuvio, dove si trovano importanti monumenti archeologici coma la via Astura, la via ardeate-lanuvina che si immetteva nella via Ardeatina, e ponte Loreto del II secolo a.C.
Qui venne localizzata da Antonio Nibby l'antica città latina di Polusca (Casal delle Mandrie). L’identificazione del Nibby si basava soprattutto sulle caratteristiche morfologiche del colle (“un tumulo imboschito di forma particolare e tale da poter avere contenuto una antica piccola città fortificata”). La presenza di tagli artificiali sulle pareti tufacee del colle (visibili ancora oggi presso il parcheggio del campo sportivo) vanno invece messe in relazione alla presenza di una cava di tufo. Rodolfo Lanciani, in seguito ad alcuni sopralluoghi da lui effettuati sul posto, non accolse l’ipotesi del Nibby e concluse che Pollusca fosse da ricercare altrove. Dello stesso avviso fu Lorenzo Quilici, il quale a seguito di un’indagine condotta sul luogo fece decadere la proposta ottocentesca del Nibby e concluse che “appare innanzi tutto non più sostenibile, e senz’altro da respingere, l’ubicazione di Polusca all’Osteria di Civita”.

## Storia
In epoca romana presso l’odierno incrocio di Campoleone si intersecavano i basolati di alcune antiche strade romane, tra cui la Via Anziate (oggi Via Nettunense), la Via Satricana (oggi Via Cisternense) e la Via Laviniense.
Nel 1930 sul colle dell’Osteria di Civita, a Campoleone, vennero rinvenuti i resti di un’estesa villa romana di età tardo-repubblicana, che ha restituito molti rocchi di colonne, pertinenti ad un grande portico. Questa villa è stata attribuita a quella che Bruto e Cassio possedevano nell’agro di Lanuvio. Da alcune lettere scritte da Cicerone sappiamo che Marco Giunio Bruto, in seguito all’uccisione di Giulio Cesare alle idi di marzo del 44 a.C. (di cui fu uno dei cospiratori), fu costretto ad abbandonare Roma per evitare ritorsioni e raggiunse la propria residenza nell’agro di Lanuvio. Successivamente venne qui raggiunto anche da Cassio Longino, anch’egli congiurato, ed attesero invano che la situazione a Roma si calmasse. Da Cicerone sappiamo inoltre che questa villa era ornata da un bel portico detto “persiano” (riportato alla luce nel 1930), nel quale i due congiurati erano soliti oziare seduti presso un fiume. In età tardo-antica nella zona è menzionato il fondo Cassiano, il cui toponimo deriva dallo stesso Cassio Longino, possessore del fondo e della villa.
Il toponimo odierno ha origine invece nel Medioevo, e più precisamente nel 1244, quando compare il fondo Leonis, che sembra derivare con ogni probabilità dal nome del nuovo proprietario. Altra località che compare nel Medioevo è la Sicclica, ovvero “la Secca”, la quale indica un’area estesa ed asciutta utilizzata per l’agricoltura o per l’allevamento del bestiame, corrispondente all’odierna tenuta del Pascolaro, presso Campoleone.
A partire dal Cinquecento le carte topografiche riportano presso l’odierno incrocio di Campoleone, l’Osteria di Civita, per il ristoro ed il pernottamento dei viandanti. Nel corso dell’Ottocento l’Osteria venne gravemente danneggiata da un incendio doloso ed a causa del suo cattivo stato di conservazione divenne nota come Osteriaccia. Questo edificio era collocato presso la biforcazione tra la Via Nettunense e la Via Cisternense ed oggi, completamente ristrutturato, è stato adibito a tabaccaio.
Almeno dal secolo XVI Campoleone dava il nome a una tenuta che apparteneva ai Savelli di Albano, per passare agli inizi del Settecento alla famiglia Chigi, con un'estensione di 506 rubbia pari a circa 911 ettari e confinava con il territorio di Ariccia e con le tenute di Montagnano, Tor di Bruno, Pescarella, Casalazzara, Valle Oliva e Colli di S. Paolo.
La stazione di Campoleone rappresenta il più importante snodo ferroviario di Roma sud, è dotata di sette binari passanti ed è il punto di biforcazione della linea per Nettuno.